# نانسي مكارثي
نانسي مكارثي (بالإنجليزية: Nancy McCarthy)‏ هي ممثلة أمريكية، ولدت في 8 يونيو 1937.

## وصلات خارجية
- نانسي مكارثي على موقع IMDb (الإنجليزية)
- نانسي مكارثي على موقع كينوبويسك (الروسية)